# Franz Loser

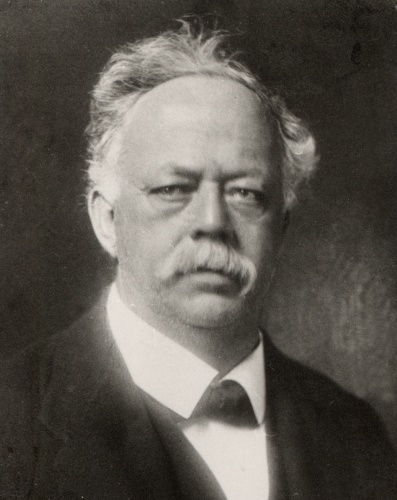
Franz Loser

Franz Xaver Loser (* 12. März 1862 in Rieden bei Bregenz; † 15. Februar 1923 in Bregenz) war ein österreichischer Politiker (CS) und Schuhmachermeister. Loser war von 1902 bis 1914 Abgeordneter zum Vorarlberger Landtag, von 1918 bis 1923 als Landesrat Mitglied der Vorarlberger Landesregierung und im Jahr 1919 zudem Landeshauptmannstellvertreter. In den Jahren von 1897 bis 1918 war er zudem Mitglied des Abgeordnetenhauses des österreichischen Reichsrats.

## Leben und Wirken
Franz Xaver Loser wurde am 12. März 1862 als Sohn des Taglöhners Franz Magnus Loser und dessen Frau Anna Maria im Kennelbacher Ortsteil Rieden (heute Bregenz) geboren. Direkt nach dem verpflichtenden Besuch der Volksschule arbeitete Franz Loser als Lehrling in der Goldfabrik Schwärzler in Bregenz, ehe er eine Schuhmacherlehre begann. Zunächst wurde er als Schuhmachergeselle bei der Schuhfabrik Krafft in Wolfurt angestellt, später erwarb er den Berufstitel eines Schuhmachermeisters. Als sich Kennelbach vom Ortsteil Rieden trennte und dieser dadurch zu einer eigenständigen Gemeinde wurde, wurde Franz Loser zum Riedener Gemeinderat bestellt.
Ab dem Jahr 1897 war Franz Loser aus Vorarlberg entsandtes Mitglied des Abgeordnetenhauses im österreichischen Reichsrat in Wien. Auch der nach 1918 gegründeten Provisorischen Nationalversammlung für Deutschösterreich gehörte der christlichsoziale Loser an. In Vorarlberg wurde er am 21. Juni 1902 als Nachfolger des aus dem Landtag ausscheidenden Josef Büchele zum Landtagsabgeordneten bestellt. Bei den darauf folgenden Wahlen war er zunächst Abgeordneter der allgemeinen Wählerklasse Bregenz – Bregenzerwald und ab 1909 Abgeordneter der Landgemeinden für den Wahlbezirk Bregenz – Bregenzerwald. 1914 schied er aus dem Landtag aus, wurde aber im Jahr 1918 von Landeshauptmann Otto Ender als Landesrat in die Vorarlberger Landesregierung berufen. 1919 übte er kurzfristig das Amt des Landeshauptmannstellvertreters aus. 